# Aterizare asistată prin radio
O aterizare asistată prin radio poate avea loc în cazul decesului pilotului aeronavei sau a oricărei alte cauze care provoacă pierderea capacității acestuia de a pilota aparatul de zbor. Ea implică un pasager – sau oricare altă persoană fără experiență de pilotare care se află la bordul aeronavei – care este impus de circumstanțe să preia comenzile aparatului de zbor și să îl piloteze până la aterizare, primind asistență și instrucțiuni prin radio, fie de la sol, fie de la o aeronavă din apropiere.
Nu există niciun caz înregistrat de aterizare asistată prin radio a unei aeronave comerciale mari; au existat, totuși, în astfel de zboruri, incidente în care, în urma pierderii capacității unui copilot, în cabina de pilotaj au fost invitați piloți calificați, care călătoreau ca pasageri sau însoțitori de bord, pentru a-l ajuta pe cel de-al doilea copilot.
- În august 2000, pilotul unui avion cu un singur motor Piper Cherokee Six⁠(d) și-a pierdut subit cunoștința. Un pasager, Henry Anhalt, a preluat comenzile avionului și a reușit să aterizeze în siguranță, fiind asistat prin radio de un instructor de zbor aflat în alt avion. Anhalt, soția sa și cei trei fii ai lor au aterizat în siguranță, deși avionul a fost avariat la aterizare.[2]
- Într-un incident din aprilie 2009, un pasager a preluat controlul unui turbopropulsor cu două motoare Beechcraft King Air⁠(d) după decesul subit al pilotului și a reușit să aterizeze în siguranță. Pasagerul avea licență de pilot, dar nu pilotase niciodată un Beechcraft King Air.[3]
- La 27 mai 2011, o femeie a aterizat un avion de tip neidentificat, cu ajutorul pilotului unui avion din apropiere, după ce pilotul, care era soțul ei, a întâmpinat dificultăți de respirație.[4]
- În aprilie 2012, pilotul unui avion cu două motoare Cessna 414⁠(d) și-a pierdut cunoștința în timp ce zbura în Wisconsin. Soția sa, Helen Collins, în vârstă de 80 de ani, care pilotase doar o aeronavă cu un singur motor cu mulți ani în urmă, a reușit să contacteze serviciul controlul traficului aerian. Controlorii de trafic aerian și pilotul unei aeronave din preajmă i-au oferit instrucțiuni și, în cele din urmă, ea a reușit să aterizeze avionul și, deși la aterizare acesta a fost avariat, ea și soțul ei nu au suferit răni grave. Soțul nu a supraviețuit urgenței sale medicale.[5]
- În octombrie 2013, pilotului unei aeronave Cessna 172 i s-a făcut rău în timp ce zbura din Skegness, Lincolnshire, Anglia. Pasagerul său, John Wildey, în vârstă de 77 de ani, care lucrase în Royal Air Force dar nu ca pilot, a pilotat avionul timp de peste o oră și a aterizat în siguranță pe aeroportul Humberside, beneficiind de instrucțiunile controlorilor de trafic aerian, a doi instructori de zbor și a echipajului unui elicopter din preajmă. Pilotul a fost transportat la spital, unde a fost declarat decesul.[6] Incidentul a fost subiectul unui documentar intitulat Mayday: The Passenger Who Landed a Plane, care conține și un interviu cu Wildey însuși.[7][8]
- La 31 august 2019, instructorul de zbor al unui avion cu două locuri Cessna 152⁠(d) și-a pierdut cunoștința în timpul unei lecții de zbor la aeroportul Jandakot, Perth, Australia de Vest. Studentul Max Sylvester, în vârstă de 29 de ani, aflat la prima sa lecție de zbor cu un astfel de avion, a reușit să aterizeze fără a accidenta aeronava, în urma mai multor încercări de practică, fiind asistat prin radio de controlorii de trafic aerian și de un instructor. Pilotul a fost transportat la spital și se afla în stare stabilă.[9]
- La 10 mai 2022, pasagerul unui avion privat Cessna Caravan⁠(d), care nu avea experiență anterioară de zbor, a aterizat cu succes datorită asistenței unui controlor de trafic aerian de la Aeroportul Internațional Palm Beach din Florida.[10][11]